# Tasnádorbó
Tasnádorbó (románul: Orbău) falu Romániában. Szatmár megye egyik települése. Tasnád városától délkeletre fekszik.
Orbó neve szláv eredetű: a vrbor, vrba,  magyarul fűzfa szóból származik.

## Története
A faluról a néphagyomány azt tartja, hogy régen csak egy házból állt egy erdő-vidék közepén. A ház tulajdonosa három testvér volt, kik a környéken nagy rablásokat követtek el. A csatározások között azonban Orbó is elpusztult. Orbót a Váradi regestrum is említi egy elveszett ló pere kapcsán.
Első említése  1205-1213-ból származik, ekkor Vrsei? 1475-ben pedig már Orba néven említették. 
1427-ben Szilágyi Miklós fiai voltak a település birtokosai. 1570-ben Kőrösi János és Kún László birtoka volt.
1755-ben Gencsi Zsigmond és Keczeli Györgyné Gencsi Erzsébet volt a településen birtokos.
1797-ben végzett összeíráskor Halmágyi László, Dants György, Nagy Dániel, Móré Mihály és Szúnyoghy Farkas János birtokának írták.
1890-ben 253 lakosa lakosa volt, ebből 20 magyar, 1 német, 219 oláh. Római katolikus 1, görögkatolikus 230, református 14, izraelita 8. A házak száma ekkor 46.
1919-ig Magyarországhoz tartozott, előbb Közép-Szolnok vármegye, majd 1877-1919 között Szilágy vármegye részeként. 1910-ben 411 román lakosa volt.
1992-ben 441 román nemzetiségű lakos lakta.

## Nevezetességek
- Görögkatolikus fatemploma.